# Ардановце (район Топольчаны)
Ардановце (венг. Ardanovce) ― деревня и муниципалитет с населением 239 человек в районе Топольчаны области Нитра, Словакия. В 2011 году в деревне проживало 223 жителя. Деревня расположена у подножия горного хребта Поважски-Иновец. Неподалеку находится город Глоговец. 
Одним из памятников природы является пещера Чертов пец, которая расположена за деревней Радошина. В деревне есть римско-католическая церковь Святого Николая. Церковь святого Михаила Архангела датируется 1324 годом, но не исключено и более древнее происхождение. Внутри, у входа в вестибюль под башней, в стену вмурована готическая купель для крещения, которая в настоящее время используется как святилище. Внешние стены и пресвитерий выполнены в готическом стиле, свод ― в стиле барокко. В хоре есть орган с одним ручным управлением. На башне церкви висят 4 колокола. 
Записи для генеалогического исследования доступны в государственном архиве Statny Archiv в Нитре, Словакия.
Записи римско-католической церкви (рождения/браки/смерти): 1822-1895 (приход А). Записи переписи населения Ардановце 1869 года доступны в государственном архиве.

## Население
| Год:                | 1994 | 2004    | 2014     | 2024     |
| ------------------- | ---- | ------- | -------- | -------- |
| Количество человек: | 234  | 239     | 209      | 233      |
| Разница:            |      | +2,13 % | −12,55 % | +11,48 % |